# Inez (Kentucky)
Inez è un comune degli Stati Uniti d'America, situato nello Stato del Kentucky, nella contea di Martin, della quale è il capoluogo.